# Tijana Krivačević
Tijana Krivačević le 8 avril 1990 à Novi Sad (ex-Yougoslavie), est une joueuse hongroise de basket-ball.

## Biographie
Tijana Krivačević est une joueuse hongroise formée au club de Pecs, avec laquelle elle découvre l'Euroligue à 17 ans. Elle rejoint en 2008 le club rival de Sopron (8,2 points et 4,1 rebonds en 2009, puis 8,6 points et 3,0 rebonds en 2010). Elle s'affirme en équipe nationale, celle-ci échouant en finale du tournoi qualification à rejoindre l'Euro 2011 (9,6 points et 4,5 rebonds). Puis elle confirme son statut de joueuse majeure d'Euroligue fin 2011 (12,3 points et 4,1 rebonds) avec Sopron. Cependant le club hongrois se résout à la laisser partir en cours de saison fin 2011 pour raisons économiques vers le club espagnol de Rivas Ecópolis.
À l'été 2012, elle signe pour le club slovaque de Košice.
Elle commence la saison 2014-2015 à Košice (10,1 points et 4,0 rebonds en Euroligue) et la termine à Sopron (7,0 points et 5,8 rebonds en championnat). Elle signe pour 2015-2016 en Italie avec le club de Saces Dike Napoli qualifié pour l'Eurocoupe.

## Équipes
- ?-2008 :  MiZo Pécs
- 2008-2011 :  MKB Euroleasing Sopron
- 2011-2012 :  Rivas Ecópolis
- 2012-2015 :  Good Angels Košice
- 2014-2015 :  UNIQA Euroleasing Sopron
- 2015-2016 :  Orduspor
- 2016- :  Perfumerias Avenida Salamanque

## Palmarès
- Coupe de Pologne: 2013[7]